# Slavko Goluža
Slavko Goluža (født 17. september 1971 i Stolac) er en kroatisk håndboldtræner og tidligere håndboldspiller. I sin aktive karriere spillede han blandt andet for Fotex Veszprém i Ungarn og RK Zagreb i sit hjemland.

## Håndboldkarriere

### Landshold
Goluža spillede 204 landskampe for det kroatiske landshold og scorede her 545 mål i perioden 1992-2005. Han var derfor med til at vinde bronze ved EM 1994 og sølv ved VM 1995. Han var også med holdet til OL 1996 i Atlanta, hvor holdet med en andenplads i indledende runde var klar til semifinalen, hvor de fik revanche for nederlaget i VM-finalen året forinden mod Frankrig og dermed var klar til finalen mod Sverige. Kroaterne kom bedst fra start og førte 16-11 ved pausen, og skønt svenskerne kom godt tilbage i anden halvleg, vandt Kroatien og Goluža guld med sejr på 27-26.
Han var med til at vinde VM-guld i 2003, og ved OL 2004 i Athen var de derfor blandt favoritterne. De vandt da også alle kampene i indledende runde, hvorpå de i kvartfinalen klart besejrede Grækenland, mens det holdt hårdere i semifinalen mod Ungarn, en kamp som dog også blev vundet. Finalen kom derpå til at stå mod Tyskland, en gentagelse af VM-finalen fra året forinden, og det blev en tæt affære, der dog blev afgjort til sidst med en sejr på 26-24 og en ny kroatisk guldmedalje.
Golužas sidste store resultat som spiller på det kroatiske landshold kom i 2005, hvor han var med til at vinde VM-sølv.

### Trænerkarriere
Siden han indstillede sin karriere, fungerede han først som landsholdets assistenttræner og i perioden 2010-2015 som cheftræner, og han stod dermed i spidsen for holdet, da det i 2012 vandt OL-bronze.
Siden 2015 har han været klubtræner i flere klubber.